# Locmariaquer
Locmariaquer (in bretone: Lokmaria-Kaer) è un comune francese di 1 732 abitanti situato nel dipartimento del Morbihan nella regione della Bretagna. Esso è situato all'ingresso occidentale del golfo del Morbihan, ma ha alcune spiagge sulla baia di Quiberon.

## Società

### Evoluzione demografica
Abitanti censiti

## Monumenti
- Grande menhir spezzato di Locmariaquer
- Table des Marchands